# Ludlow, Maine
Ludlow är en kommun i Aroostook County i delstaten Maine, USA.